# Молодой Уинстон
«Молодой Уинстон» (англ. Young Winston) — кинофильм режиссёра Ричарда Атенборо, вышедший на экраны в 1972 году. Фильм основан на автобиографической книге Уинстона Черчилля «My Early Life: A Roving Commission».

## Сюжет
Фильм рассказывает о молодых годах Уинстона Черчилля: его взаимоотношениях с родителями, учёбе в школе, а также начале карьеры — службе в Индии, Судане, участии в англо-бурской войне.

## В ролях
- Саймон Уорд[англ.] — Уинстон Черчилль
- Энн Бэнкрофт — леди Дженни Черчилль
- Роберт Шоу — лорд Рэндольф Черчилль
- Энтони Хопкинс — Дэвид Ллойд Джордж
- Джек Хокинс — мистер Уэллдон
- Иэн Холм — Джордж Бакл
- Эдвард Вудвард — капитан Эйлмер Холдейн
- Джон Миллс — генерал Китченер
- Роберт Харди — директор школы
- Бэзил Дигнам[англ.] — Джозеф Чемберлен
- Морис Роевз — Броки

## Награды и номинации
- 1973 — премия Британской киноакадемии за лучшие костюмы (Энтони Мендлсон)
- 1973 — премия «Золотой глобус» за лучший англоязычный иностранный фильм
- 1973 — 3 номинации на премию «Оскар»: лучший оригинальный сценарий (Карл Форман), лучшие костюмы (Энтони Мендлсон), лучшие декорации/работа художника-постановщика(Джеффри Дрейк, Дональд М. Эштон, Питер Джеймс, Уильям Хатчинсон, Джон Грейсмарк)
- 1973 — 5 номинаций на премию Британской киноакадемии: лучший актёр (Роберт Шоу), лучшая актриса (Энн Бэнкрофт), наиболее многообещающий новый актёр (Саймон Уорд), лучший  художник-постановщик (Джеффри Дрейк, Дональд Эштон), музыка (Альфред Ролстон)
- 1973 — номинация на премию «Золотой глобус» наиболее многообещающему новому актёру (Саймон Уорд)